# Iván el Terrible y su hijo
Iván el Terrible y su hijo o Iván el Terrible y su hijo el 16 de noviembre de 1581 (en ruso: Иван Грозный и сын его Иван 16 ноября 1581 года, romanizado: Ivan Grozni i sin ego Ivan 16 noiabria 1581 goda, en Rusia y Belarus también conocido como «Iván el Terrible mata a su hijo» (en ruso: Иван Грозный убивает своего сына, romanizado: Ivan Grozni ubivaet svoego sina Ivana)) es una obra realizada por el artista ruso Iliá Repin en 1885. Se trata de un óleo sobre lienzo con unas dimensiones de 1,995 × 2,54 m. La obra, de género histórico, pertenece al movimiento realista ruso de la segunda mitad del siglo XIX y es uno de los cuadros más famosos y controvertidos de Rusia. 
Repin utilizó a Grigoriy Myasoyedov, su amigo, como modelo para Iván el Terrible, y al escritor Vsévolod Garshin para el zarevich Iván Ivánovich. En 1885, una vez terminado el óleo sobre lienzo, Repin lo vendió a Pavel Tretyakov para exponerlo en su Galería Tretiakov de Moscú (Rusia), donde actualmente se encuentra.

## Análisis de la obra
Se muestra una única escena de interior, protagonizada por dos figuras masculinas. Una de ellas muestra una avanzada edad, arrodillada sosteniendo a la otra figura, y una mirada de horror de gran expresividad. La otra, de menor edad, muestra un golpe en la cabeza, del cual emana sangre, y, si miramos en detalle, cayéndosele una lágrima. Debido a ese golpe craneal, parece que el cuerpo va dejándose caer entre los brazos de la figura anciana, pareciendo morir. 
Mientras que la figura anciana viste ropas negras, la otra viste una especie de túnica rosada o color salmón, unos pantalones azul oscuro y unas botas verdes con detalles en una especie de color dorado. Toda la escena se enmarca en el interior de una habitación en la que se puede ver un espejo y una puerta al fondo, una mesa o silla volcada en el lado izquierdo del cuadro (posiblemente causado por el forcejeo entre las dos figuras) y un suelo recubierto por alfombras de llamativas tonalidades rojas. En la esquina inferior derecha se observa sangre en el extremo de lo que parece ser un cetro. Composición a base de finas pinceladas de color.

## Historia de la obra
Estas dos figuras son Iván IV el Terrible (1530-1584), primer zar del Imperio Moscovita, y su primogénito, Iván Ivanovich (1554-1581). Según escritores polacos, este hecho sucede cuando Iván IV, en uno de sus ataques coléricos, trata de golpear con un bastón a la esposa de su hijo estando embarazada por vestir ropas poco ortodoxas; por lo que el primogénito se enfrenta a su padre con la mala suerte de recibir un fuerte golpe en la sien que acaba con su vida. Ante el acto llevado a cabo por el zar, este se arroja a abrazar a su hijo tratando de obstruir la salida de sangre en un momento de lucidez y arrepentimiento. En este aspecto el artista consigue captar perfectamente la psicología del personaje, pero mostrando la escena de forma estremecedora, no idealizada.
En el siglo XIX se dan dos teorías que hablan de que el zar padecía algún trastorno mental (manía persecutoria) o la sífilis, la cual, durante el siglo XVI, se trataba con pequeñas dosis de mercurio, lo que provocaba efectos secundarios como insomnio, dolor de cabeza o alteraciones emocionales. Con esto estaríamos ante una justificación a los actos violentos por los que era famoso Iván el Terrible, aunque dichos actos no eran temidos por el pueblo ruso, por lo que la violencia y agresividad de su mandato fue en aumento hasta alcanzar cierto grado de locura, llegando a asesinar a amigos y familiares. Además, este temperamento colérico no solo viene dado por supuestos problemas físicos o mentales, sino que sus orígenes podrían atribuirse al ambiente en el que creció o a una serie de inoportunos acontecimientos ocurridos durante su reinado, como la pérdida de su primera esposa o su fallida campaña de expansión mercantil hacia Occidente por el mar Báltico.
Que aparezca este personaje como figura principal de la composición no es de forma azarosa, pues Iván el Terrible tuvo una gran importancia en el desarrollo de la historiografía de Rusia. Entre los historiadores y cronistas, tanto de la actualidad como de épocas pasadas, hay ciertas discrepancias sobre su actuación política y social durante su reinado. En primer lugar, están los que defienden sus actos genocidas para “evitar un mal mayor” para el Estado, es decir, que toda la política de represión que lleva a cabo ante la alta aristocracia, la Iglesia o el pueblo está justificada como un hecho que beneficia el avance y la estabilidad política y económica del país. Se le considera un héroe de la patria. En segundo lugar, y en oposición a esta visión patriótica, encontramos la postura que critica estas acciones genocidas. Estas teorías hacen referencia a su «mala política», ya que se considera que todo lo llevado a cabo no fue bajo sus órdenes, sino que se hicieron bajo la dirección de un Consejo o que lo bueno que le ocurrió al país fue consecuencia del azar. En el caso de esta obra, Repin opta por mostrar una de las consecuencias del temperamento del zar, representando el rostro de Iván el Terrible con una expresión consternada por lo que acaba de hacerle a su hijo. Con esto el artista trata de profundizar en la psicología del personaje, además de hacer una especie de crítica hacia la dinastía del zar, dando a entender que las acciones llevadas a cabo por Iván IV, tanto en el ámbito privado como en el público, y su ambición de poder, le llevan al desgaste mental extremo, llegando a acabar con la vida de su amado primogénito.

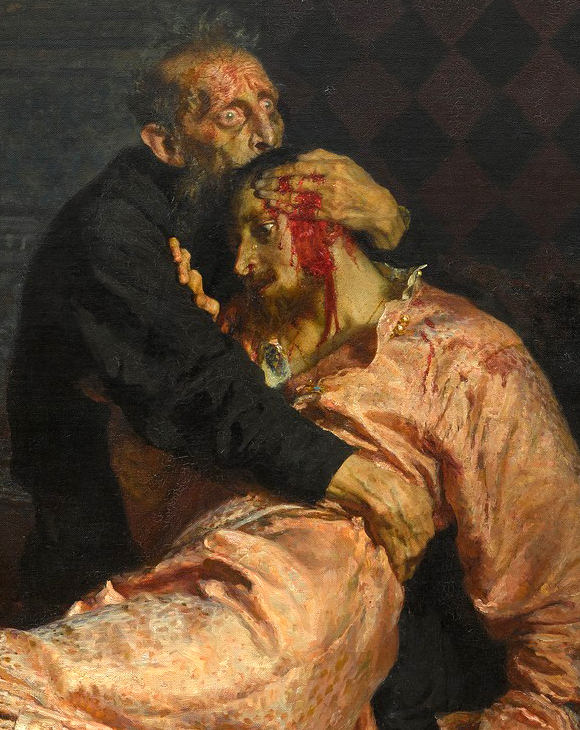
Detalle de Iván el Terrible y su hijo (1885) de Ilía Repin

## Aspectos del artista
Al igual que en su producción de retratos, Repin es capaz de captar la psicología del personaje al igual que lo hacía el pintor español Diego Velázquez en sus retratos a personajes marginales e históricos. Asimismo, la luminosidad de la escena, un tanto tenebrista, recuerda a la obra de Rembrandt, donde el foco lumínico se centra en la acción central (en este caso en la figura de Iván y su hijo), dejando un fondo difuminado y oscuro que ayuda a resaltar la presencia de los personajes. Con todo esto Repin consigue generar una obra de temática histórica (preferencia de la Academia para ensalzar y honrar a monarcas y caudillos militares con el fin de enseñar sus hazañas) pero realista, ya que muestra al zar en edad avanzada y con una mirada que acerca al espectador a la personalidad y psicología del mismo. 
Ilya Repin fue un artista comprometido con su país, aunque, siendo perteneciente a una familia militar, hace numerosas críticas al estado y a su herencia política venida de la dinastía de los zares, posicionándose a favor de mostrar las miserias e injusticias por las que estaba pasando la sociedad rusa. Su idea, comprometida con las de la Ilustración, es hacer obras para el pueblo y no para ensalzar personajes monárquicos o de las clases altas y más favorecidas. Todas estas ideas ilustradas vienen dadas de un viaje que realiza a París cuando se disponía a exponer algunas de sus obras en el Salón de los Rechazados con el grupo de los Ambulantes, de donde también adquiere algunas influencias impresionistas del pintor Édouard Manet. 

## Vandalismo
El cuadro ha sido atacado dos veces:

### Primer ataque
El 16 de enero de 1913, Abram  Balachov atacó el cuadro con un cuchillo, haciendo tres cortes paralelos sobre las caras de las figuras. El director de la Galería Tretyakov, Ilya Ostroukhov, dimitió, mientras que el conservador, Gueorgui Khrouslov, quedó tan estresado por el vandalismo, que se arrojó debajo de un tren. Repin volvió a Moscú desde Finlandia para restaurar el trabajo.
Repin interpretó el ataque como una expresión de odio hacia su estilo artístico y los antiguos cánones del gusto con los que se identificaba. Sospechaba que el ataque fue «el resultado de esa monstruosa conspiración contra los monumentos clásicos y académicos del arte, que va ganando fuerza día a día», como por ejemplo el modernismo.
El ataque de Balachov fue aplaudido por el poeta simbolista ruso Maksimilián Voloshin. Voloshin publicó un ensayo Sobre el significado de la catástrofe sucedida el cuadro de Repin, y  repitió públicamente sus puntos de vista en una lectura patrocinada por los futuristas rusos en el Museo Politécnico de Moscú. El propio Repin estaba entre la audiencia, y subió al podio para responder.

### Segundo ataque
El 25 de mayo de 2018, un visitante ebrio golpeó el cristal de seguridad del cuadro por considerarlo históricamente inapropiado. Utilizó uno de los postes de seguridad de metal que sostenían la cuerda de separación del público. El lienzo se rasgó en tres lugares, pero no afectó a los rostros ni a las caras de las figuras. Gracias a que el artista empleó un lienzo pesado, el cuadro soportó mejor el ataque. El daño fue calificado de "grave" por la comisión de expertos de arte, que pronosticaron que la reparación tardaría varios años. Olga Temerina, subdirectora del Centro de Conservación de Arte, dijo que tenían las notas que tomó Repin en el primer ataque, lo que ayudaría en el trabajo de restauración